# Alfa Romeo Sprint
Der Alfasud Sprint (ab Mitte 1983 nur Sprint) war ein dreitüriges Kombicoupé des italienischen Automobilherstellers Alfa Romeo auf Alfasud-Basis.

## Geschichte
Der Alfasud Sprint erschien im September 1976 und wurde bis Dezember 1989 verkauft. Die Baujahre weichen von der der Alfasud-Limousine (April 1972 bis Juni 1983) deutlich ab. Die Karosserie wurde von Giorgetto Giugiaro entworfen. Diverse Ähnlichkeiten zu dem zur gleichen Zeit ebenfalls von Giugiaro entworfenen VW Scirocco I sind deshalb kein Zufall.

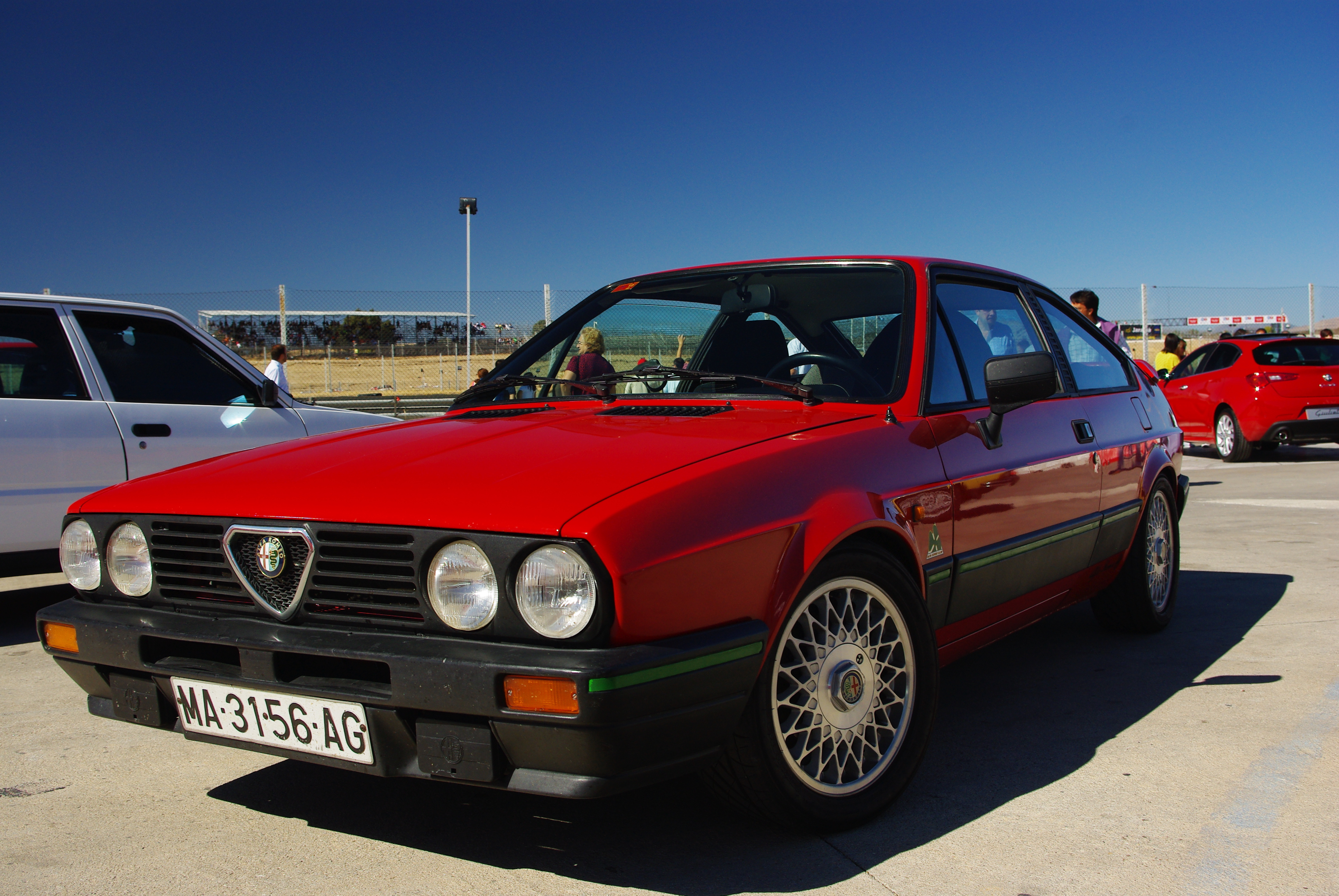
Alfa Romeo Sprint (1983–1989)

Der Sprint verfügte im Vergleich zum normalen Alfasud über eine komplett eigenständige Karosserieform. Die technischen Besonderheiten waren wie beim Alfasud Vorderradantrieb und ein längs liegender wassergekühlter Boxermotor mit vier Zylindern.
Die Motorisierung begann zunächst bei 1,3 Litern, sie entwickelte sich dann im Zuge der Modellpflege im Frühsommer 1983 zu 1,4 sowie 1,5 Litern. Später wurde noch der 1,7-Liter-Motor aus dem Alfa Romeo 33 eingebaut.
Mit einer Produktionszahl von 121.434 Stück zählt der Alfasud Sprint zu den erfolgreichen Modellen der Marke Alfa Romeo. Jedoch haben Rost und diverse Verarbeitungsmängel – wie bei der Limousine – die Freude am Besitz des Autos oft stark eingeschränkt.

### Sondermodelle

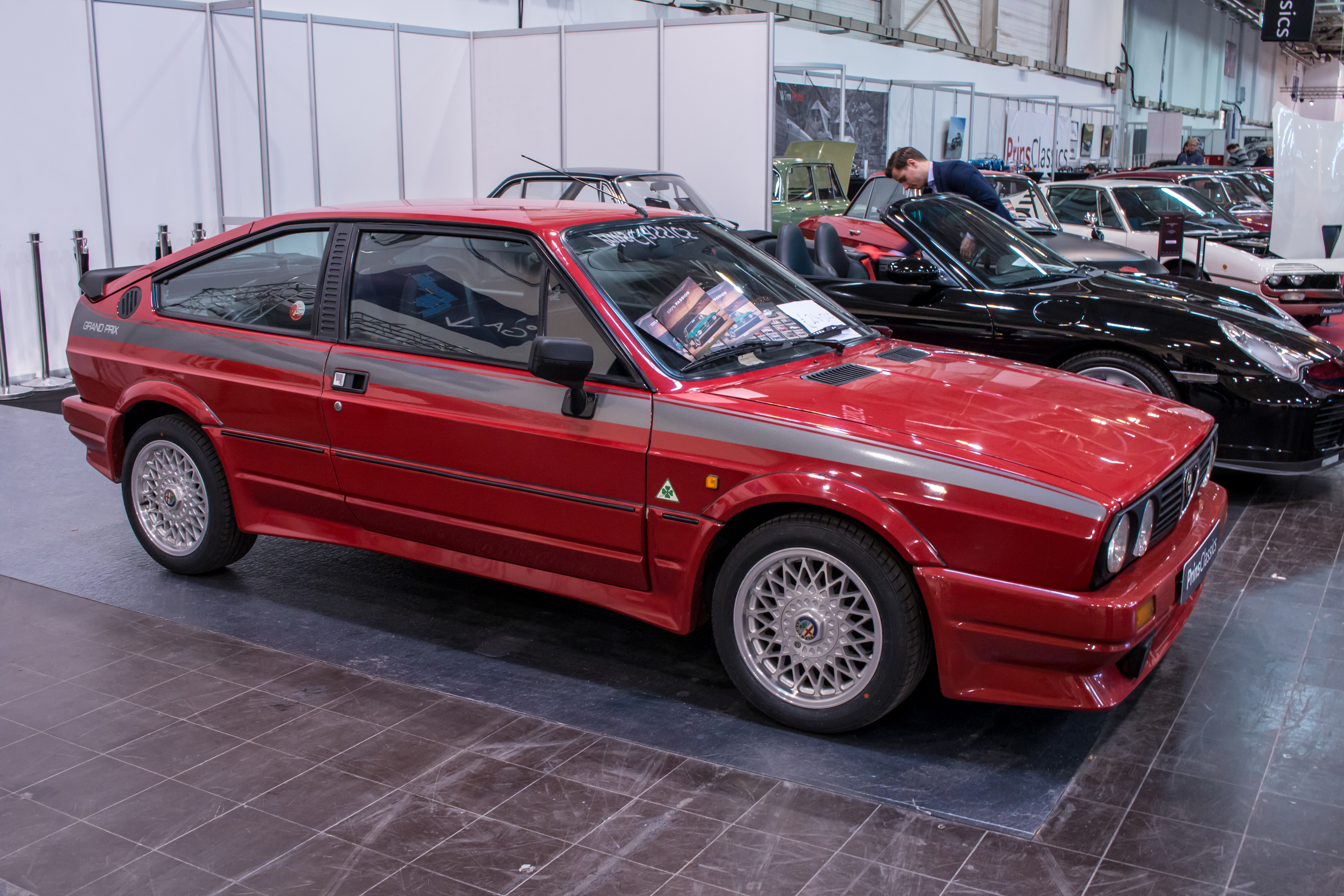
Sprint Grand Prix

Im Laufe der Produktionszeit wurden verschiedene Sondermodelle auf den Markt gebracht, die sich meist durch eine sportliche Note von der Serie unterschieden und deren Vermarktung manchmal auch nur auf bestimmte Länder begrenzt war.
- Sprint Balocco: Faltschiebedach, Heckspoiler, Dekorstreifen
- Sprint Grand Prix: Stoßstangen in Wagenfarbe, Dekorstreifen
- Sprint Quadrifoglio: Grüner Teppich, farbliche Applikationen an den kunststoffüberzogenen Stoßstangen
- Sprint Trofeo: Dekorstreifen, farblich abgestimmte LM-Felgen, Nebelscheinwerfer – mit der Einführung der 1.7-Liter-Motoren

Auch im Motorsport wurde das Fahrzeug gerne eingesetzt.
Die meisten Erfolge erzielte der Sprint in Langstreckenrennen, Bergrennen und bei Rallyes.

## Trivia
In der 2. und 3. Folge des ARD-Krimis „Der Bulle und das Landei“ fuhr der Hauptdarsteller, Uwe Ochsenknecht alias Kommissar Killmer, einen silbernen Sprint mit mintgrünen und schwarzen Rallyestreifen und in der 4. Folge einen roten Sprint, der bei einer Verfolgungsfahrt zu Schrott gefahren wurde.